# Linia kolejowa nr 427
Linia kolejowa nr 427 – jednotorowa, na odcinku zarządzanym przez PKP PLK bez elektryfikacji linia kolejowa znaczenia miejscowego łącząca Mścice z Mielnem.

## Historia
Z powodu rosnącej popularności Mielna jako kurortu wypoczynkowego w 1904 roku powołano spółkę do budowy odnogi linii kolejowej Koszalin – Kołobrzeg od Mścic do Mielna. Pierwszy pociąg na trasę Koszalin – Mielno wyruszył 15 sierpnia 1905 roku. Po kilku latach, ze względów ekonomicznych, nie udało się dłużej utrzymać połączenia kolejowego. Kilka lat później w Koszalińskich Zakładach Przemysłowych zaprojektowano komunikację tramwajową dla Koszalina, którą uruchomiono w Koszalinie 15 grudnia 1911 roku, a 1 lipca 1913 roku otwarto połączenie tramwajowe z Koszalina przez Mielno do Unieścia, które na odcinku od okolic Mścic do Mielna miało torowisko wspólne z koleją (po jednym torze kursowały tramwaje i pociągi towarowe). Odcinek ten był w tym czasie zelektryfikowany tramwajową siecią trakcyjną. Tramwaje na tej trasie zlikwidowano 30 września 1938 roku. W 1989 roku linię zelektryfikowano, w 1994 roku zamknięto dla ruchu pasażerskiego, a w 2001 także dla ruchu towarowego. Sieć trakcyjna została skradziona w roku 2002.

## Aktualnie
Po 14 latach od zamknięcia linii w koszalińskim ratuszu zrodził się pomysł przywrócenia ruchu kolejowego. Po wielu trudnościach związanych z przekazaniem linii samorządowi oraz brakiem finansów, 19 lipca 2008 z koszalińskiego dworca kolejowego wyruszył pierwszy regularny pociąg do Mielna Koszalińskiego. Obecnie kursy obsługiwane są w wakacje przez autobus szynowy.

## Czas jazdy
Według rozkładu jazdy 2008/2009 czas przejazdu z Mścic do Mielna wynosi 6 minut (15 z Koszalina – 3 minuty krótszy w porównaniu z rozkładem jazdy 2007/2008).